# Ichthyology & Herpetology
Ichthyology & Herpetology, anciennement Copeia, est une publication scientifique trimestrielle américaine consacrée à l’ichtyologie et à l’herpétologie. Elle est la publication officielle de la Société américaine des ichtyologistes et des herpétologistes.

## Histoire

### Création de la revue
Le scientifique américain John Treadwell Nichols (1883-1958) publie le 27 décembre 1913 le premier numéro de Copeia, nommée d'après Edward Drinker Cope (1840-1897), importante figure de la zoologie des États-Unis. Ce numéro était constitué d’une seule feuille de papier pliée de façon à former quatre pages et contenait cinq articles. La couverture porte cette phrase :
Published by the contributors to advance the science of coldblooded vertebrates.

### Changement de nom
En 2021, à la demande de membres de la Société américaine des ichtyologistes et des herpétologistes, la revue Copeia est renommée Ichthyology & Herpetology, afin de ne plus rendre hommage à Edward Cope, critiqué pour ses positions racistes et misogynes.
Le 19 mars 2021, les trois premiers articles de la revue Ichthyology & Herpetology paraissent en ligne et abordent l'histoire du nom de la revue, son contexte historique et les raisons du changement de nom, ainsi qu'un essai de John Nichols, petit-fils du fondateur.

## Sources
- Traduction de l'article de langue anglaise de Wikipédia (version du 24 novembre 2006).

## Note
1. ↑  Publié par les contributeurs de l'avancement de la science sur les vertébrés à sang froid.
2. ↑  (en) Eli Cahan, « Amid protests against racism, scientists move to strip offensive names from journals, prizes, and more », Science.org,‎ 2 juillet 2020 (lire en ligne)
3. ↑  (en-US) Sabrina Imbler, « This Moth’s Name Is a Slur. Scientists Won’t Use It Anymore. », The New York Times,‎ 9 juillet 2021 (ISSN 0362-4331, lire en ligne, consulté le 17 novembre 2023)
4. ↑  (en-US) « Journal Name Change », sur American Society of Ichthyologists and Herptetologists (consulté le 25 novembre 2023)